# Xian de Tongyu
Le xian de Tongyu (通榆县 ; pinyin : Tōngyú Xiàn) est un district administratif de la province du Jilin en Chine. Il est placé sous la juridiction de la ville-préfecture de Baicheng.

## Démographie
La population du district était de 343 314 habitants en 1999.